# Bartramiopsis lescurii
Bartramiopsis lescurii är en bladmossart som beskrevs av Kindberg 1894. Bartramiopsis lescurii ingår i släktet Bartramiopsis och familjen Polytrichaceae. Inga underarter finns listade i Catalogue of Life.